# Vedbæk (Sydslesvig)
 Denne artikel omhandler Vedbæk i Sydslesvig. Opslagsordet har også en anden betydning, se Vedbæk.
Vedbæk (dansk) eller Wittbek (tysk) er en landsby og kommune i det nordlige Tyskland under Kreis Nordfriesland i delstaten Slesvig-Holsten. Byen ligger direkte ved Husum Mølleå i det sydvestlige Sydslesvig.
Kommunen samarbejder på administrativt plan med andre kommuner i Nordsø-Trene kommunefællesskab (Amt Nordsee-Treene).
Byen blev første gang nævnt i 1423 som Widbeke. Stednavnet er afledt af ved for skov (oldnordisk viðr, gammeldansk with, nedertysk witt) og bæk (nedertysk bek) i betydning af Skovbæk.
I den danske tid hørte landsbyen under Østerfjolde Sogn (Sønder Gøs Herred).